# Gingivoplastia
La gingivoplastia es un procedimiento similar al de la gingivectomía, pero se emplea con un fin diferente, ya que su propósito es el de volver a contornear la encía en ausencia de bolsas, buscando devolverle su arquitectura y fisiología normales. Siempre va acompañada de la técnica de la gingivectomía.

## Usos
La gingivoplastia se emplea para:
- En defectos producidos por enfermedades como GUNA.
- Corregir cicatrizaciones defectuosas de algunas técnicas de colgajo.
- Aumentos localizados del tumor del embarazo.
- El tratamiento del granuloma piógeno maduro.
- Como complemento de la gingivectomía.

Se realiza con un bisturí periodontal, fresas de diamante o electrodos. Inicialmente se hace un afilado del margen gingival, después se crea un contorno marginal festoneado y se realiza un adelgazamiento de la encía insertada. Posteriormente se crean surcos interdentarios verticales, así como la formación de las papilas inter-proximales.